# Engelbertus Lucas

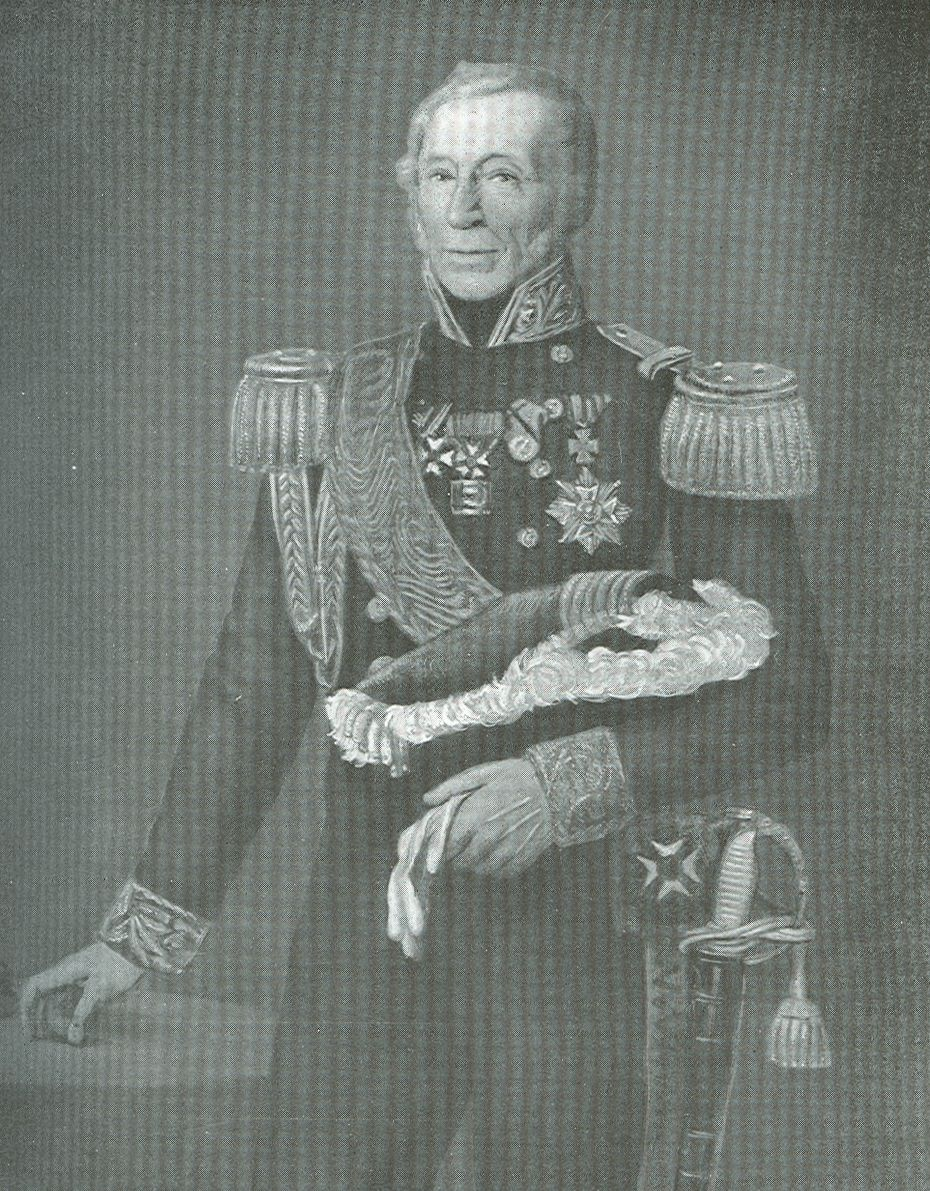
Engelbertus Lucas

Engelbertus Lucas (* 30. Mai 1785 in Schiedam, Provinz Zuid-Holland; † 12. Mai 1870 in Den Haag) war ein niederländischer Seeoffizier und Politiker, der unter anderem zwischen 1849 und 1851 Marineminister im Kabinett Thorbecke I war.

## Leben
Engelbertus Lucas war der Sohn des Seeoffiziers Engelbertus Lucas Sr. (1747–1797), der insbesondere als Konteradmiral durch die Kapitulation in der Saldanhabucht am 16./ 17. August 1796 bekannt wurde, nachdem der niederländische Versuch, die im Vorjahr an die Briten verlorene Kapkolonie zurückzuerobern. Er trat 1802 in die Koninklijke Marine ein und wurde 1826 zum Kapitän zur See (Kapitein-ter-zee) befördert. In der Folgezeit wurde er unter anderem 1827 Kommandant des Linienschiffs HNLMS „De Zeeuw“ sowie 1833 Kommandeur der Transportschiffe auf der Schelde. Im Oktober 1837 erfolgte seine Beförderung zum Konteradmiral (Schout-bij-nacht), woraufhin er vom 1. August 1838 bis 1. März 1842 Kommandeur der Marine in Niederländisch-Indien sowie Inspektor der Kolonialmarine war. Nach seiner Rückkehr war er unter anderem zwischen dem 1. Oktober 1843 und dem 1. November 1849 Direktor und Kommandeur der Marinedirektion in Vlissingen und wurde als solcher am 1. Januar 1844 zum Vizeadmiral (Vice-admiraal) befördert. Er war ein enger Vertrauter von König Wilhelm III. und trug bei dessen Amtseinführung am 17. März 1849 die königliche Standarte.
Am 1. November 1849 wurde Lucas als Marineminister (Minister van Marine) in das Kabinett Thorbecke I berufen und bekleidete dieses Ministeramt bis zu seinem Rücktritt am 20. April 1851. Ministerpräsident Johan Rudolf Thorbecke hätte am liebsten seinen Verbündeten in der Zweiten Kammer der Generalstaaten Isaäc Theodorus ter Bruggen Hugenholtz als Minister gehabt, was jedoch vom König verhindert wurde. Während seiner Amtszeit als Marineminister fand 1850 die Verlegung des Königlichen Marineinstituts KIM (Koninklijk Instituut voor de Marine) von Medemblik nach Den Helder. Am 11. April 1851 trat er auf eigenen Wunsch zurück, da sein Gesetzentwurf zur Reparatur der Schiffsschleuse des Trockendocks im Marinehafen Willemsoord kaum Unterstützung fand. Auch der König soll seiner Politik zu diesem Zeitpunkt kritisch gegenübergestanden haben. Nach seinem Rücktritt wurde Kriegsminister Johannes Theodorus van Spengler zunächst kommissarischer Marineminister, ehe James Enslie am 1. November 1851 neuer Marineminister wurde.
Daraufhin schied Lucas am 20. April 1851 mit einer jährlichen Rente von 5000 Gulden aus dem ständigen Korps der Marineoffiziere aus. Er wurde im Oktober 1855 Mitglied des Hauptvorstandes der Auszeichnung „Het Metalen Kruis“ und fungierte zudem als Kanzler des Militär-Wilhelms-Ordens, dessen Ritter III. Klasse er seit Oktober 1842 war, sowie Kanzler des Ordens vom Niederländischen Löwen, dessen Großkreuz er am 10. Mai 1849 verliehen bekam. Zuletzt wurde er am 1. Juni 1865 zum Admiralleutnant (Luitenant-admiraal) befördert.